# Welschenrohr-Gänsbrunnen
Welschenrohr-Gänsbrunnen – miejscowość i gmina w północnej Szwajcarii, w kantonie Solura, w jednostce administracyjnej (Amtei) Thal-Gäu, w okręgu Thal. Powstała 1 stycznia 2021 w wyniku połączenia gminy Welschenrohr z gminą Gänsbrunnen.

## Demografia
W Welschenrohr-Gänsbrunnen mieszkają 1162 osoby. W 2022 roku 14,6% populacji gminy stanowiły osoby urodzone poza Szwajcarią. 

## Transport
Przez teren gminy przebiega droga główna nr 30.